# Гистадрут
Гистадру́т (Федерация труда, или Ха-хистадрут ха-клалит шель ха-овдим бэ-Эрец-Исраэль ивр. ההסתדרות הכללית של העובדים בארץ ישראל‎, «Всеобщая федерация рабочих Земли Израильской») — израильский профсоюз.
Основан в декабре 1920 года в Хайфе как еврейский профсоюз, обеспечивающий также трудоустройство, пособия по болезни и прочее. Его первоначальной целью было представление прав всех работников еврейской национальности в Британской подмандатной Палестине и обеспечение двух доктрин сионизма тех лет: о «борьбе за еврейскую землю» (покупка евреями земли и разворачивание на ней сельскохозяйственного производства) и «борьбе за еврейский труд» (обеспечение занятости евреев, несмотря на то, что арабская рабочая сила стоила дешевле).
В 1920 году насчитывал 4400 членов, к 1922 вырос до 8394, что составляло примерно половину еврейского рабочего класса в Палестине. К 1927 насчитывал 25 тыс. человек, или 75 % еврейской рабочей силы в подмандатной Палестине.
Гистадрут стал основой трудового сионистского движения и одним из самых влиятельных учреждений государства Израиль. Помимо исполнения роли профсоюза он также стал владельцем многих предприятий и самым крупным работодателем в стране, образовав целый сектор экономики.
Через своё экономическое крыло, «Хеврат ха-Овдим» («Общество трудящихся»), Гистадрут управляет рядом предприятий, включая крупнейшие в стране промышленные конгломераты и самый большой банк, «Банк Апоалим». Также он обеспечивает систему медицинского страхования.
В 1958 году начал принимать в свои члены неевреев.
В 1983 году насчитывал 1,6 млн человек, что составляло 1/3 от населения Израиля и около 85 % всего экономически активного населения. На 1983 год насчитывал в своём составе 170 тыс. арабов. На 1989 год Гистадрут являлся работодателем 280 тыс. человек.
В связи с либерализацией израильской экономики роль Гистадрута в 1980-е годы снизилась, но он продолжает оставаться важным фактором в стране. Организатор ряда всеобщих забастовок (1997, 1999, 2002, 2012, 2023).